# شقاديف
شقاديف هي إحدى القرى اللبنانية من قرى قضاء جزين في محافظة الجنوب.